# Ilybius ater
Ilybius ater är en skalbaggsart som först beskrevs av De Geer 1774.  Ilybius ater ingår i släktet Ilybius och familjen dykare. Arten är reproducerande i Sverige. Inga underarter finns listade i Catalogue of Life.

## Bildgalleri

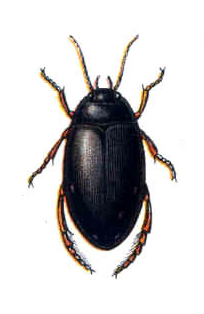
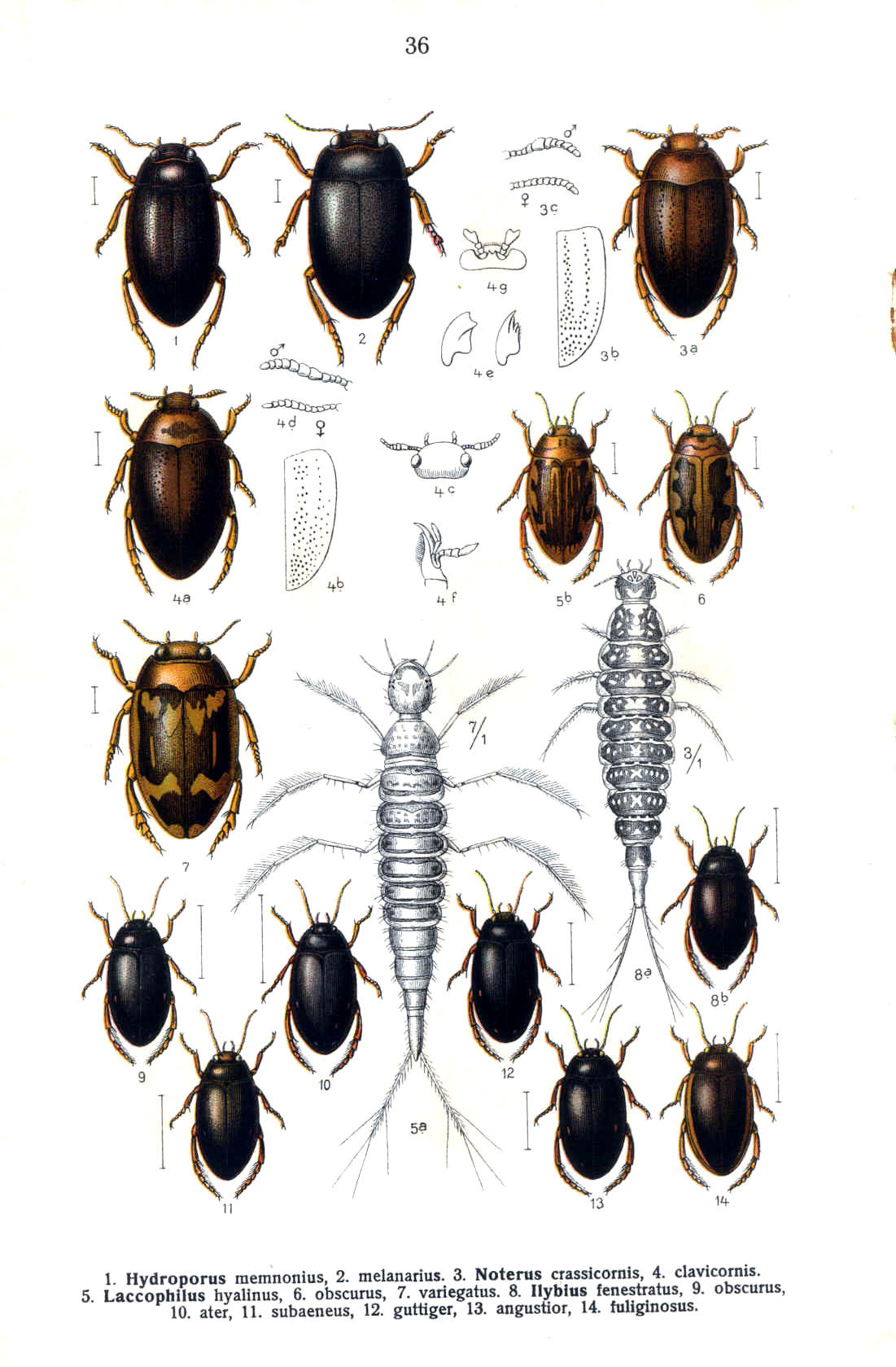